# Robert Keller
Pour les personnes ayant le même patronyme, voir Keller.
Robert Keller (8 mai 1899, Le Petit-Quevilly - 14 avril 1945, Bergen-Belsen) est un résistant français de la Seconde Guerre mondiale.

## La source K
Robert Keller obtient son Certificat d'études primaires en 1912 au Petit-Quevilly. En avril 1923, il donne une conférence au Radio-club de Normandie à Rouen.
Ingénieur des PTT, il est recruté dans la Résistance (mouvement Vengeance) fin 1941 par le docteur Vic Dupont (Victor Dupont) qui l'associe à son réseau dans la recherche du renseignement. Il est par la suite contacté par le commandant Edmond Combaux, officier des transmissions camouflé en fonctionnaire des PTT, lui-même en relation avec le capitaine Simoneau, responsable du poste P2 du SR Guerre, service de renseignement clandestin de l'armée de terre dépendant du colonel Louis Rivet. Robert Keller sera la cheville ouvrière des opérations d'interception des communications de l'occupant sur la ligne téléphonique Paris-Metz d'abord, sur la ligne Paris-Strasbourg ensuite. L'écoute des communications allemandes par le service de renseignement français est opérationnelle pendant cinq mois (d'avril à septembre 1942),. Sont interceptés des échanges de hauts responsables de la Kriegsmarine, de la Luftwaffe, de la Wehrmacht et de la Gestapo.
C'est en référence à Keller que l'opération montée par Combaux fut désignée par le nom de code Source K.

## Arrestations et démantèlement
Dénoncé par René Bousquet lors d'un entretien avec le général Oberg, le 21 décembre 1942, Robert Keller est arrêté par la Gestapo le 25 décembre 1942 et interrogé rue des Saussaies. Son arrestation est jugée suffisamment importante pour qu’elle fasse l’objet d’un courrier particulier de Himmler à Adolf Hitler. D'abord détenu à la prison de Fresnes, il est déporté le 11 juillet 1943 au camp de concentration de Natzweiler-Struthof, puis transféré en Allemagne au camp de concentration d'Oranienbourg-Sachsenhausen et finalement à Bergen-Belsen, où il décède du typhus le 14 avril 1945, la veille de la libération du camp.
Ses deux camarades des PTT Laurent Matheron et Pierre Guillou, tous deux techniciens de ligne, sont également morts en déportation en Allemagne.

## Distinctions
- Chevalier de la Légion d'honneur[8]
- Croix de guerre 1939–1945[8]
- Médaille de la Résistance française[8]

## Hommage
- Le nouveau bureau de poste du Petit-Quevilly porte son nom. Une plaque y est apposée.
- Une rue du 15e arrondissement de Paris porte son nom depuis le 10 décembre 1948 (la rue de l'Ingénieur-Robert-Keller), où se trouvent des infrastructures de La Poste, ainsi qu’une piscine (piscine Keller) et un gratte-ciel (la tour Keller) situés au même endroit.
- Au no 6 de cette rue, le centre téléphonique des PTT porte son nom, depuis son inauguration en 1972. Une plaque commémorative, qui se trouvait auparavant 8 rue des Entrepreneurs (ancien centre d'amplification des PTT), a été déplacée à cette nouvelle adresse[10].
- À Noisy-le-Grand, une rue s'appelle « Rue du Réseau-Robert-Keller ».
- Un timbre de la série Héros de la Résistance ainsi qu'une enveloppe « Premier jour » émise le 18 mai 1957 lui sont consacrés.
- Une télécarte France Télécom a été éditée à son effigie.
- Un lycée professionnel de Cachan porte son nom.

## Documentaire
- Hitler sur table d'écoute, documentaire de Laurent Bergers (2018, 52 min. production Label Image)[11]